# Альбрехт (герцог Пруссії)
А́льбрехт (нім. Albrecht; 17 травня 1490 — 20 березня 1568) — великий магістр Тевтонського ордену (1511—1523), перший прусський герцог (1525—1568). Представник  династії Гогенцоллернів. Один з перших європейських правителів, що оголосили лютеранство офіційною конфесією у своїх землях. Народився в Ансбасі, Франконія. Син маркграфа Бранденбург-Ансбаського Фрідріха I. Небіж польського короля Сигізмунда I Старого. Батько другого прусського герцога Альбрехта-Фрідріха. Брат ризького архієпископа Вільгельма. Кельнський канонік.
На посту великого магістра безуспішно намагався унезалежнити державу Тевтонського ордену від Польщі. Через відсутність допомоги Рима і Священної Римської імперії зазнав поразки в польсько-тевтонській війні (1519—1521). Під впливом Андреаса Озіандера та Мартіна Лютера став прибічником Реформації, перейшов у лютеранство (1522). За умовами Краківського миру з Польщею секуляризував католицьку тевтонську державу, перетворивши її на світське Прусське герцогство; визнав себе васалом польського короля в обмін на спадковість влади прусських герцогів (1525). Займався поширенням Реформації в Пруссії, конфіскував власність Католицької церкви, навернув більшість населення в лютеранство. Відлучений від церкви папою Климентом VII. Фундатор Кенігсбергського колегіуму (1544, майбутнього університету), найбільшого протестантського релігійно-освітнього центру в Центрально-Східній Європі. На короткий період відновив економічне життя Пруссії. Невільно посприяв поглибленню ідеологічно розколу в середовищі прусських протестантів. Помер у Тапіау, Пруссія. Похований у Кенігсберзькому соборі. Також — А́льберт, А́льбрехт Пру́сський (нім. Albrecht von Preußen), А́льбрехт Гогенцо́ллерн.

## Біографія

### Молоді роки
Альбрехт народився 17 травня 1490 року в франконському Ансбасі. Він був третім сином Фрідріха I Гогенцоллерна, німецького маркграфа Бранденбург-Ансбаху, і польської принцеси литовського походження Софії Ягеллонки. Дідами хлопця були бранденбурзький маркграф Альбрехт ІІІ Ахілл і польський король Казимир IV, прадідами — бранденбурзький маркграф Фрідріх І, саксонський курфюрст Фрідріх ІІ, польський король і великий князь литовський Владислав II Ягайло, німецький король Альбрехт II. По жіночій лінії Альберт був праправнуком київського князя Андрія Гольшанського. З дитинства був косоокий.
Відповідно до положень «Ахіллової диспозиції» (1473) батьки готували Альбрехта до духовної кар'єри. З 10 років хлопець виховувався при дворі кельнського архієпископа і курфюрста Германа IV, що зробив його каноніком. Після смерті архієпископа Альбрехт перейшов на службу до імператора Максиміліана І. 1508 року він взяв у імператорському поході до Італії, але захворів у дорозі й був змушений повернутися назад. Згодом, деякий час, Альбрехт перебував в Угорщині.

### Великий магістр

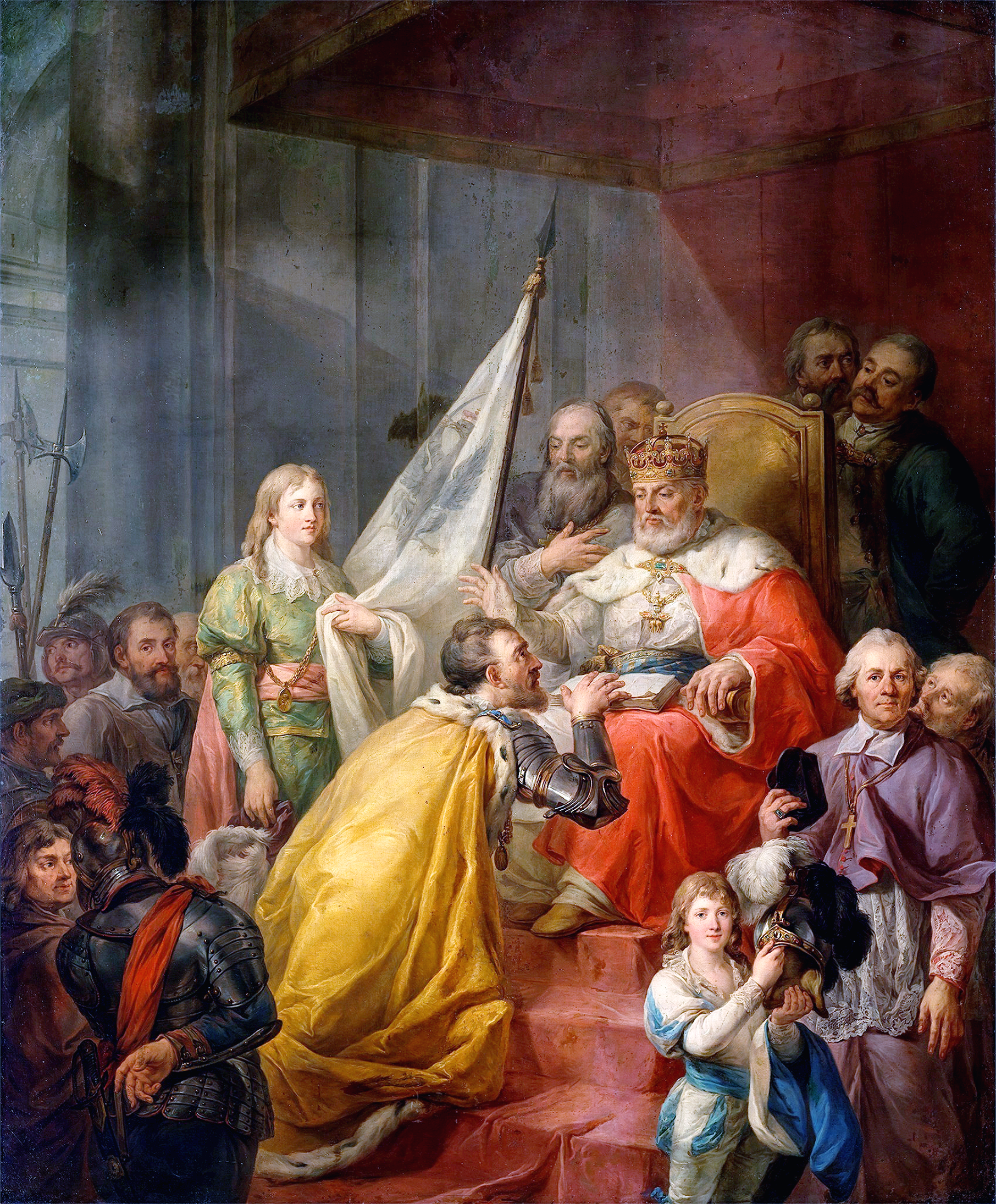
Присяга Альбрехта польському королю Сигізмунду І (Марчелло Баччареллі, 1796)

Після смерті великого магістра Тевтонського ордену Фрідріха Саксонського (14 грудня 1510) брати-лицарі Ордену обрали його наступником Альбрехта. 13 лютого 1511 року він став новим великим магістром, прийнявши офіційні орденські клейноди, а в листопаді 1512 року урочисто в'їхав до Кенігсбергу. Брати-лицарі сподівалися, що обрання Альбрехта, який був небожем польського короля Сигізмунда І Старого, допоможе Ордену звільнитися від васальної залежності від Польщі. Проте довгі перемовини з поляками з цього питання призвели до дипломатичного розриву та війни, що спалахнула в грудні 1519 року. Альбрехт звертався за допомогою до Римської курії, імператора та князів Священної Римської імперії, але всюди отримав відмову. В результаті багаторічних воєнних дій терени держави Тевтонського ордену були спустошені, й великий магістр був змушений укласти в 1521 році Торнське перемир'я з Польщею.
Під час подорожей Німеччиною в 1519—1521 роках, в яких марно шукав підтримки у війні з поляками, Альбрехт познайомився з провідниками Реформації — Мартіном Лютером у Віттенберзі та Андреасом Озіандером в Нюрнберзі. Вони схилили великого магістра на бік реформаторів, а Лютер порадив йому перетворити духовну державу Тевтонського ордену на світське герцогство. Весною того ж року Альбрехт публічно підтримав Реформацію в промові у Нюрнберзькому рейхстазі 1522 року, а 28 лютого 1523 року звернувся з відкритим листом «До лицарів Тевтонського ордену», в якому закликав провідних братів перейти в лютеранство, одружитися і покінчити з чернечим життям.
Не отримавши допомоги від католицького світу у протистоянні з Польщею, 8 квітня 1525 року Альбрехт підписав із польським королем мир у Кракові. За умовами цього миру на основі духовної держави Тевтонського ордену створювалася світська держава — Прусське герцогство. Вона проголошувалася леном Польської корони, а її правителі — прусські герцоги — спадковими, нащадками роду Альбрехта. 10 квітня того ж року, на міській площі Кракова, Альбрехт публічно склав присягу королю Польщі як герцог Пруссії.

### Герцог

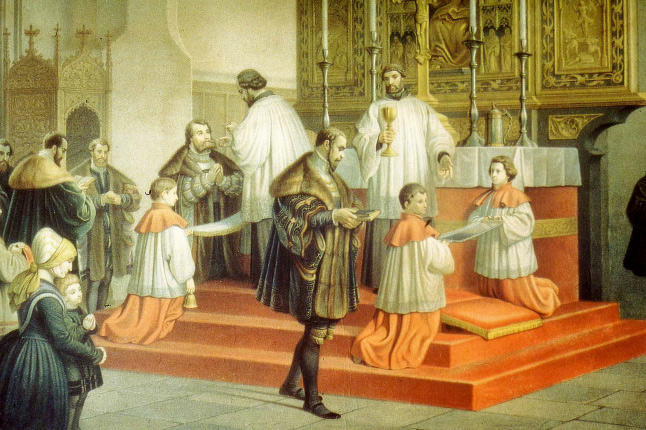
Альбрехт причащається в реформованому Кенгісберзькому соборі (Людвіг Розенфельдер, 1852).

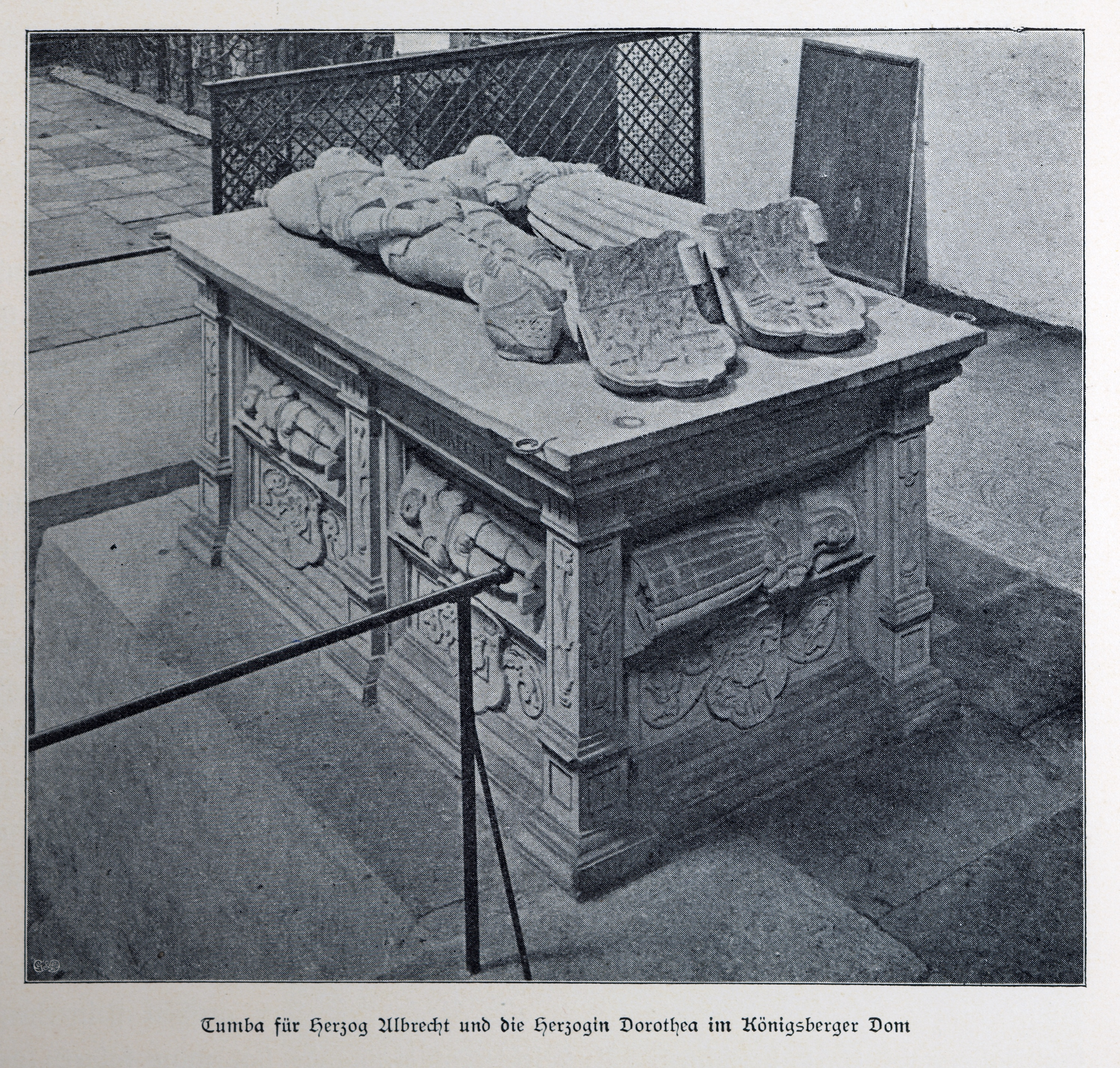
Саркофаг Альбрехта і його 1-ї дружини в Кенігсберзькому соборі (1899).

Ставши герцогом, Альбрехт скасував Орден у Пруссії, але зберіг його систему управління краєм: орденські намісники стали оберратами (старшими радниками), комтури — головами округів. Офіційною релігією Пруссії проголошувалося лютеранство, церковні володіння стали власністю герцога. Економіку вдалося налагодити за рахунок мігрантів — німецькомовних протестантських купців, які були гнані з Центральної та Західної Європи. Частина братів-лицарів Ордену не визнала нововведень Альбрехта й обрала новим магістром Вальтера фон Кронберга, якого визнав Аугсбурзький рейхстаг.
1526 року Альбрехт одружився із данською принцесою Доротеєю. Вона народила шістьох дітей (з яких вижила лише одна дочка) і померла 1547 року. Не маючи спадкоємця, 1550 року 60-річний герцог одружився вдруге з 17-річною брауншвейзькою принцесою Анною-Марією. Вона народила довгоочікуваного сина Альбрехта-Фрідріха, який, однак, мав психічні розлади.
Альбрехт сприяв поширенню книгодрукування і освіти в Пруссії з метою поширення реформаційних ідей. 1529 року він заснував в Кенігсберзі так звану «Срібну бібліотеку», яка на кінець життя герцога нараховувала близько 9 тисяч найменувань. За прикладом європейських монарших дворів, Альбрехт створив власний хор і інструментальну капелу; він сам укладав збірники релігійних гімнів й власноруч написав хорал (нім. Was mein Gott will, gescheh allzeit).
1544 року Альбрехт відкрив Кенігсберзький колегіум (Альбертинський колегіум, лат. Collegium Albertinum, майбутній Кенігсберзький університет), куди запросив викладати провідних протестантських пасторів та самого Оссіандера (з 1549). Заклад став одним із форпостів Реформації в Центрально-Східній Європі, але, водночас, перетворився на осередок ідеологічної боротьби між старо- і новолютеранськими партіями, що постійно втручалися у політику. Як результат, придворні Альбрехта й старолютерани об'єдналися проти талановитих радників герцога, усунули їх з влади, а деяких довели до ешафоту.
Розколи та боротьба протестантів між собою, опір прусського лицарства централізації, майже щорічні католицькі виступи селян, душевна хвороба єдиного сина-спадкоємця негативно вплинули на Альбрехта. Розбитий морально і тілесно, він помер 20 березня 1568 року, у віці 78-ми років від чуми в замку Тапіау. Герцога поховали у Кенігсберзькому катедральному соборі, біля східної стіни. Герцогство успадкував його 15-річний син Альбрехт-Фрідріх, що був душевно хворим. Радники обмежили його у свободі пересування і запропонували оселитися у віддаленому палаці. Владу у краї       ні на певний час фактично перебрала Пруська герцогська рада.

## Родина

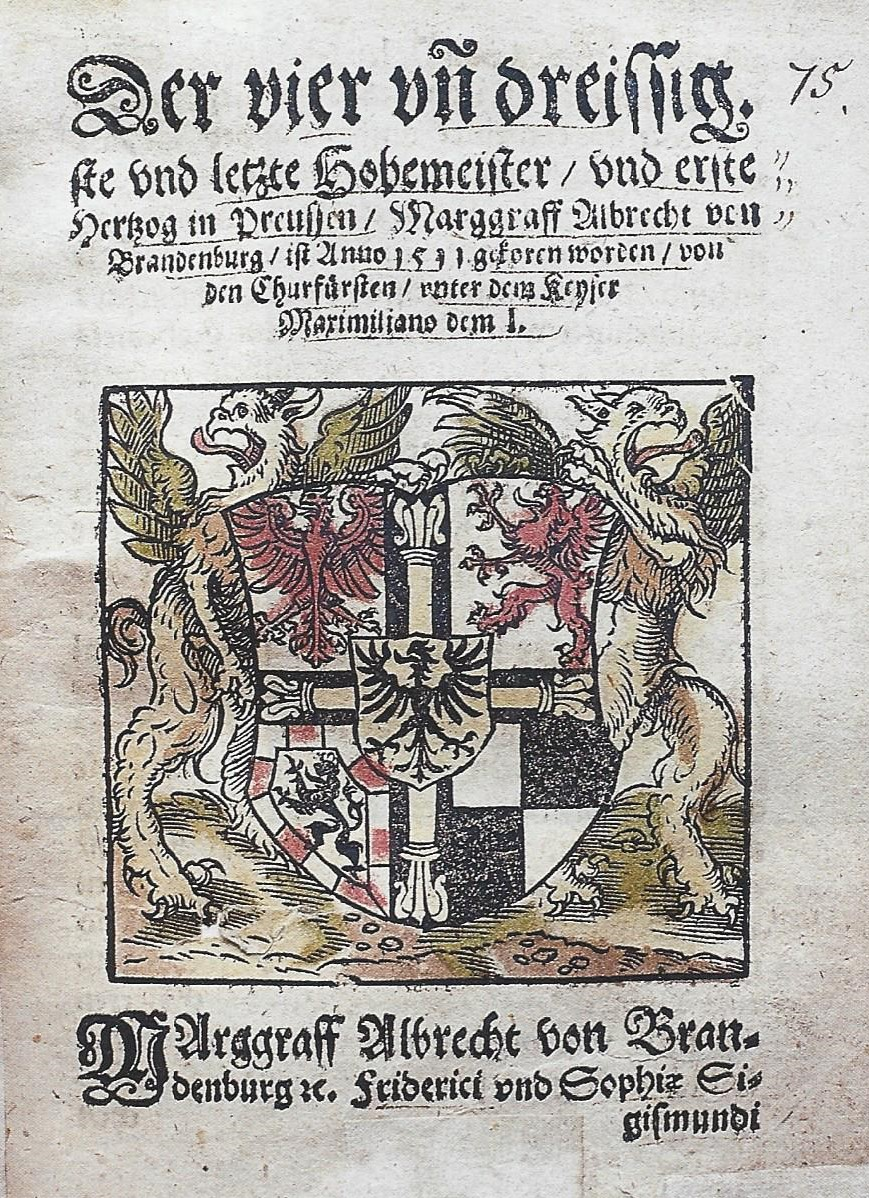
Герб Альбрехта з гербами Бранденбургу, Ансбаху, Нюрнберга, Гогенцоллерна та хрестом Тевтонського ордену.

1 Дружина — Доротея Данська, донька Фредеріка I, короля Данії та Норвегії.
Діти:
- Анна-Софія (1527—1591)
- Катерина (? — 24 лютого 1528) — померла після народження;
- Фрідріх-Альбрехт (5 грудня 1529 — 1 січня 1530) — помер немовлям;
- Люція-Доротея (8 квітня 1531 — 1 лютого 1532) — померла немовлям;
- Люція (3 лютого 1537 — травень 1539) — померла немовлям;
- Альбрехт (березень 1539) — помер після народження.

2 Дружина — Анна-Марія Брауншвейг-Каленберг-Геттінгенська, донька герцога  Брауншвейзького Еріха I.
Діти:
- Єлизавета (1551—1596)
- Альбрехт-Фрідріх (1553—1618) — прусський герцог.

## Портрети

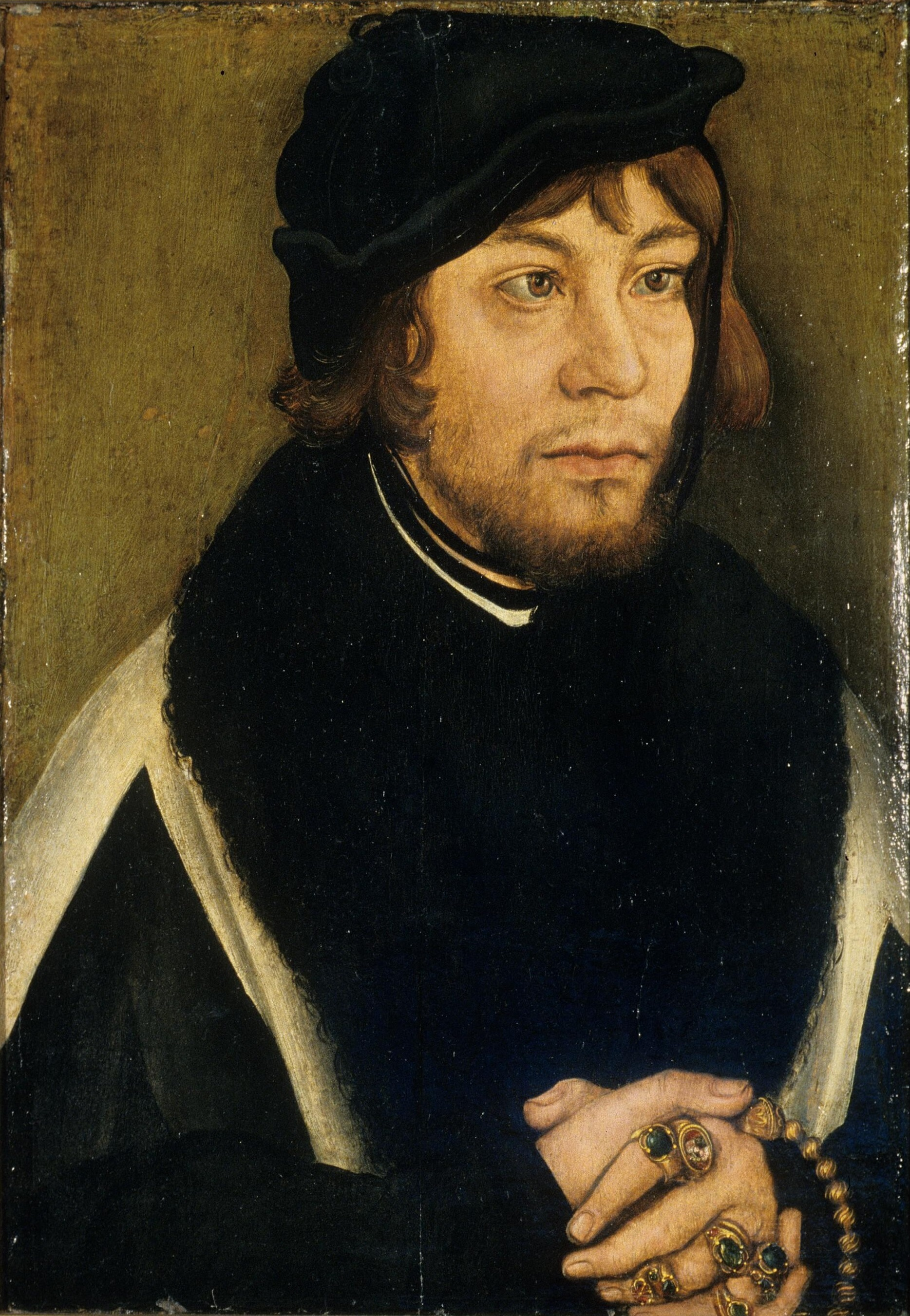
Робота Лукаса Кранаха Старшого, 1512
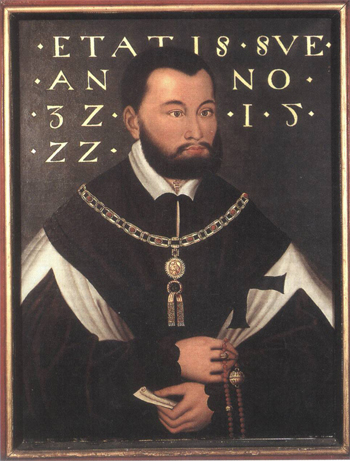
Робота Ганса Крелла, 1522
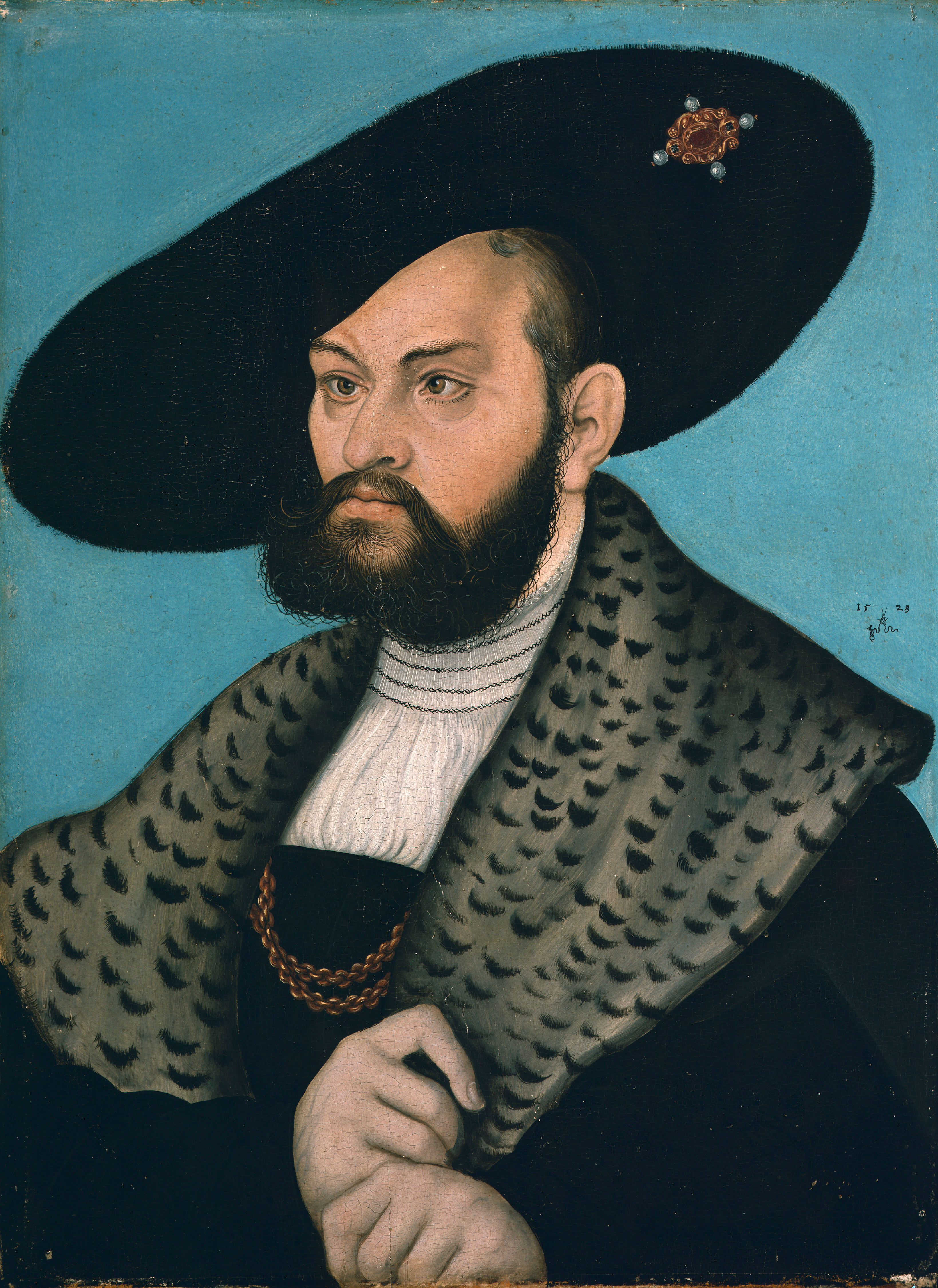
Робота Лукаса Кранаха Старшого, 1528
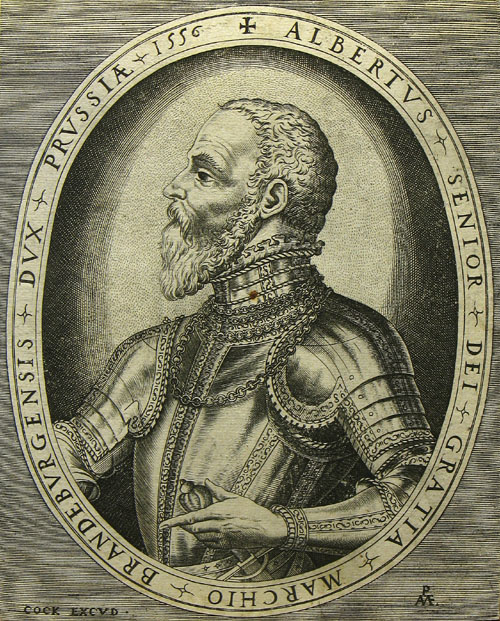
Робота Гієроніма Кока, 1558
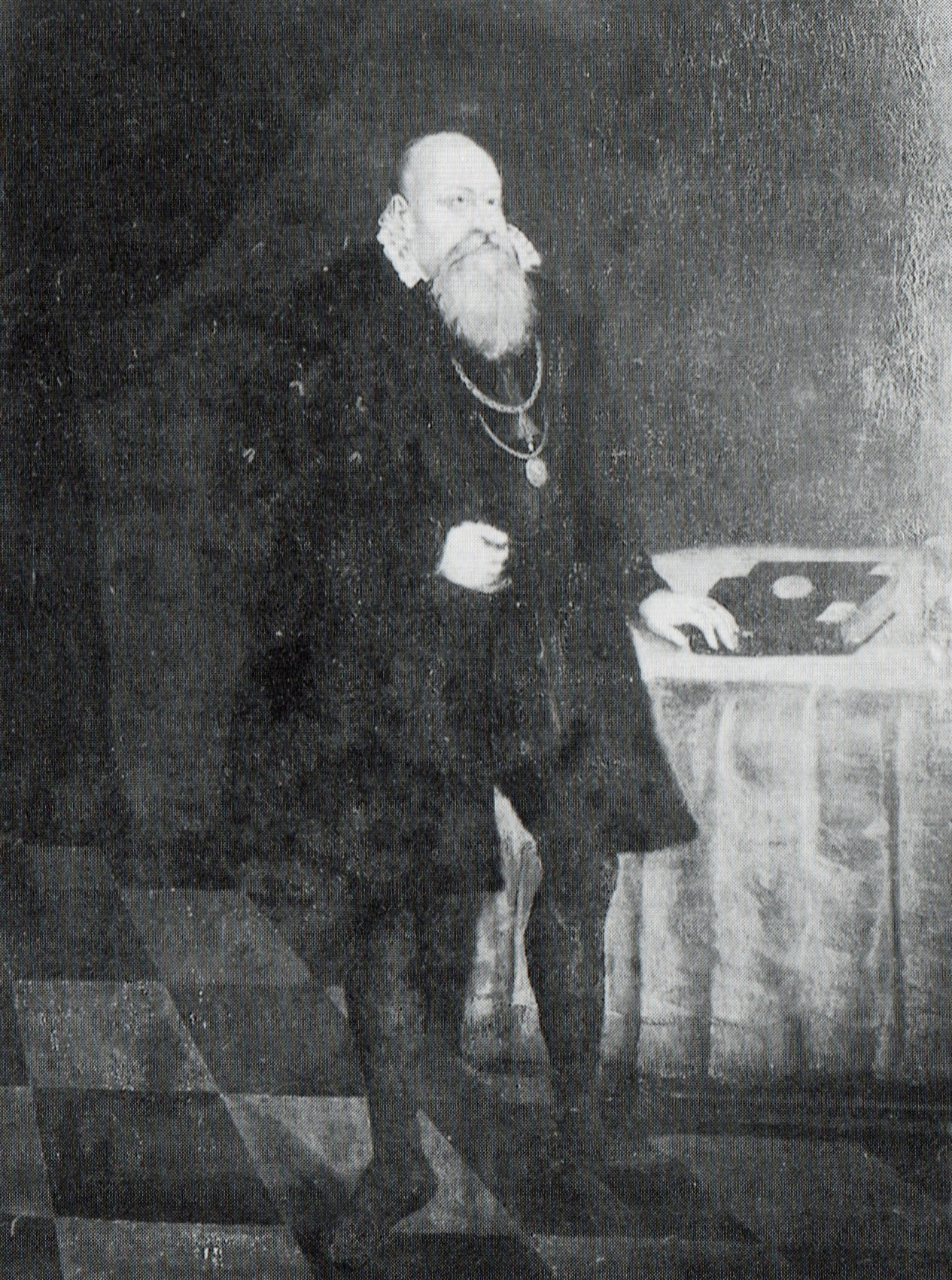
Невідомий художник, XVI ст.
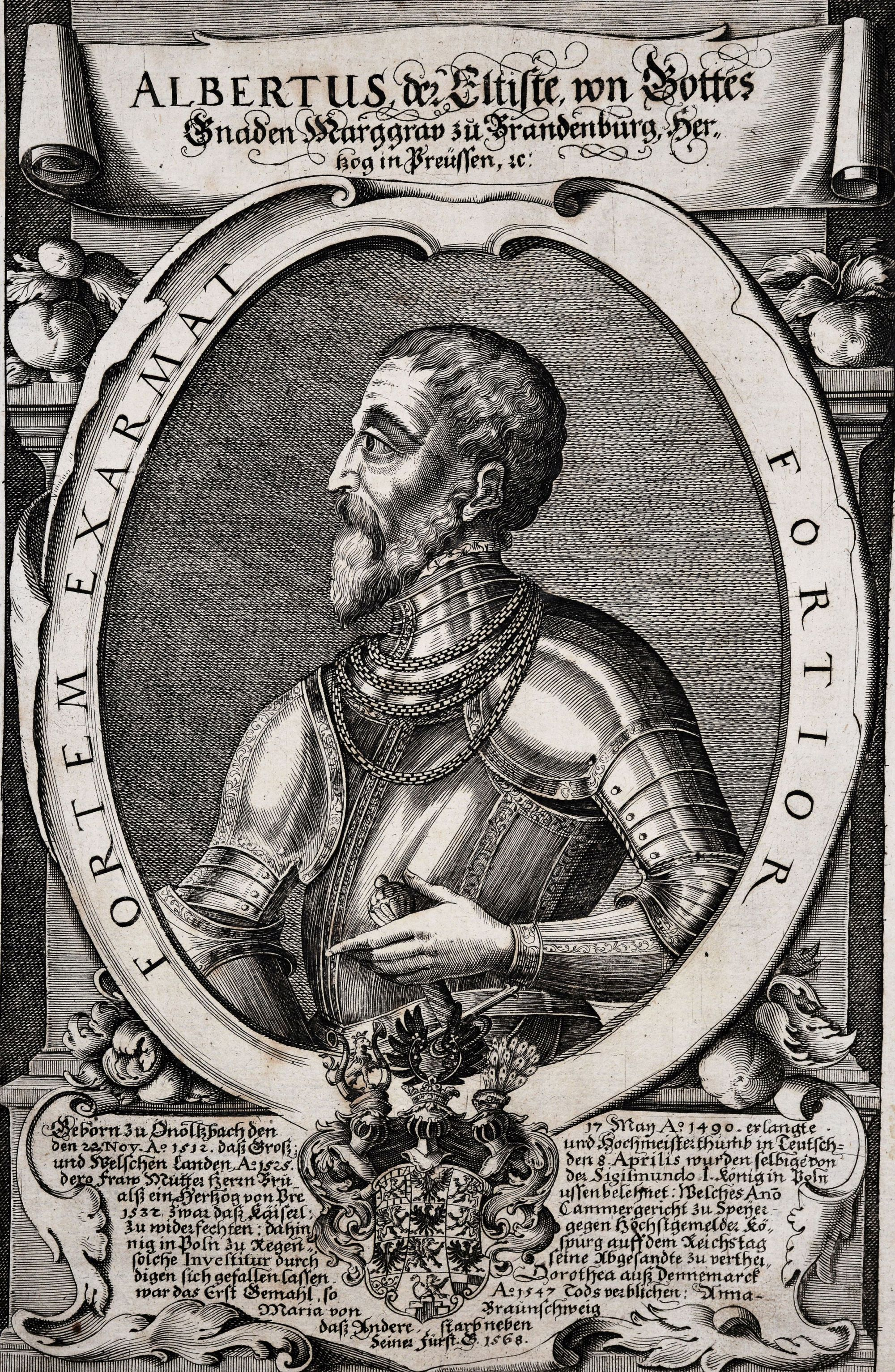
Робота Петера Трошеля, 1650
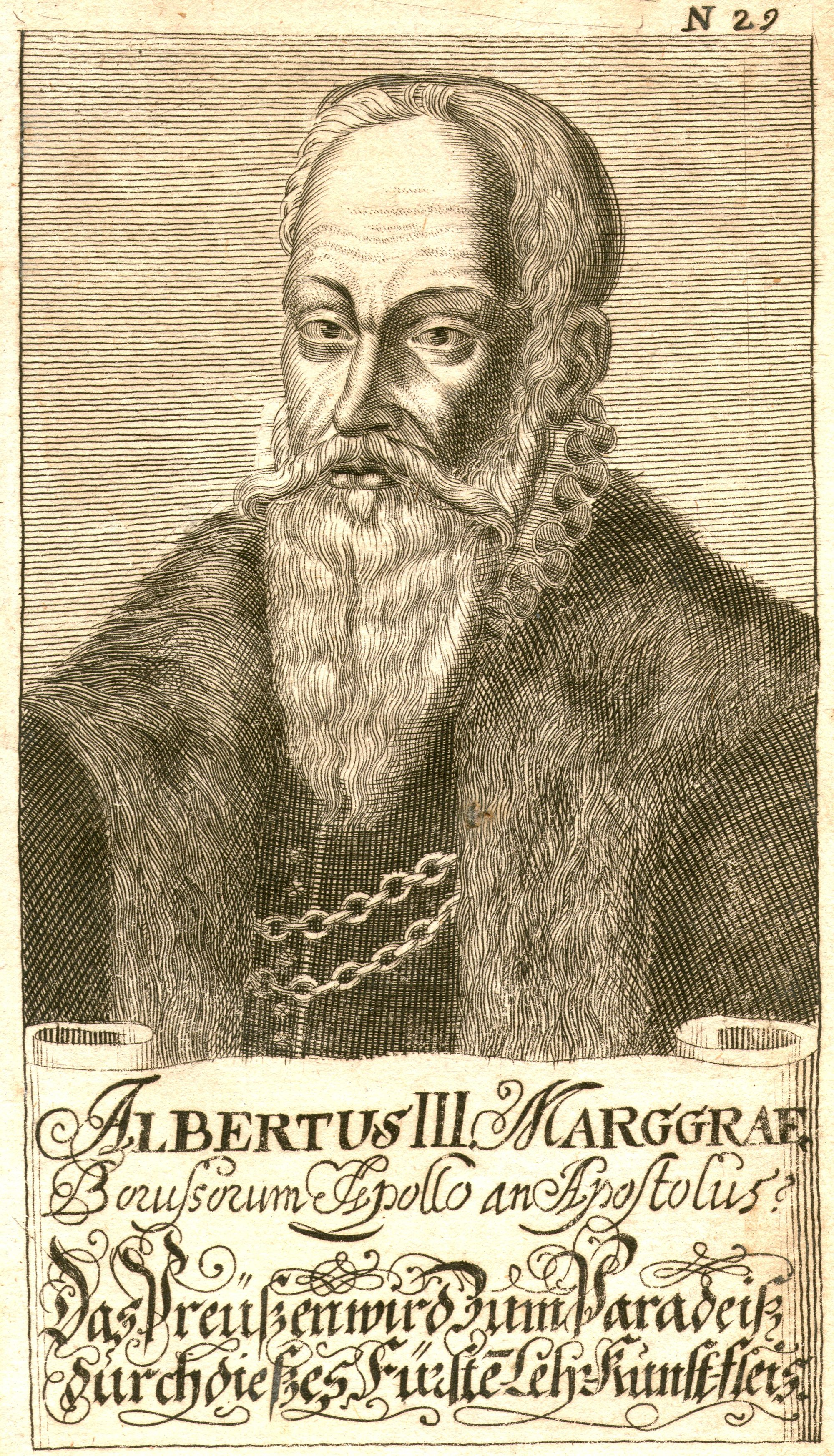
Робота Йоганна Ренча, 1682
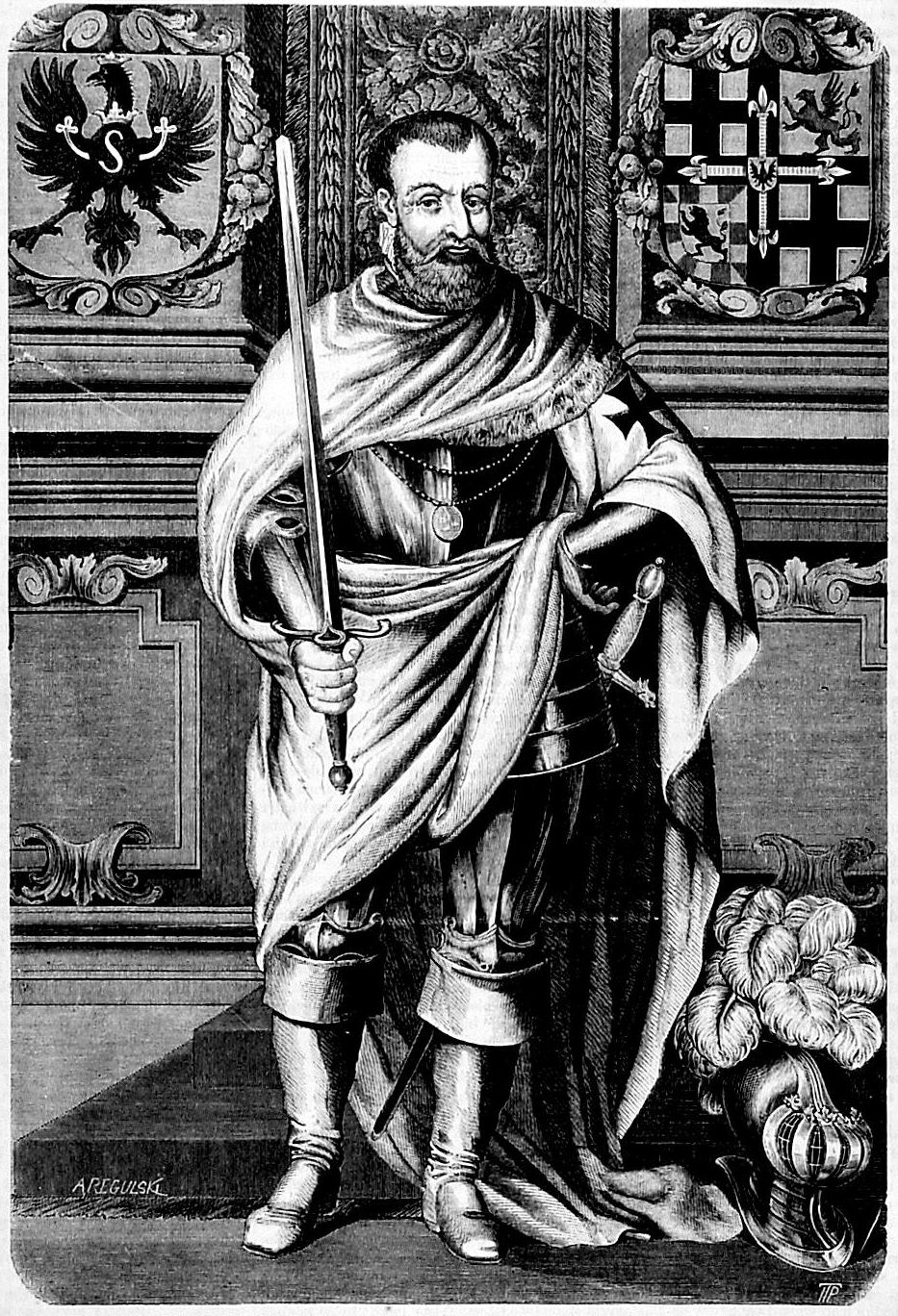
Робота Александра Регульського, 1863
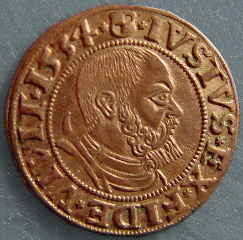
Грош 1534 року
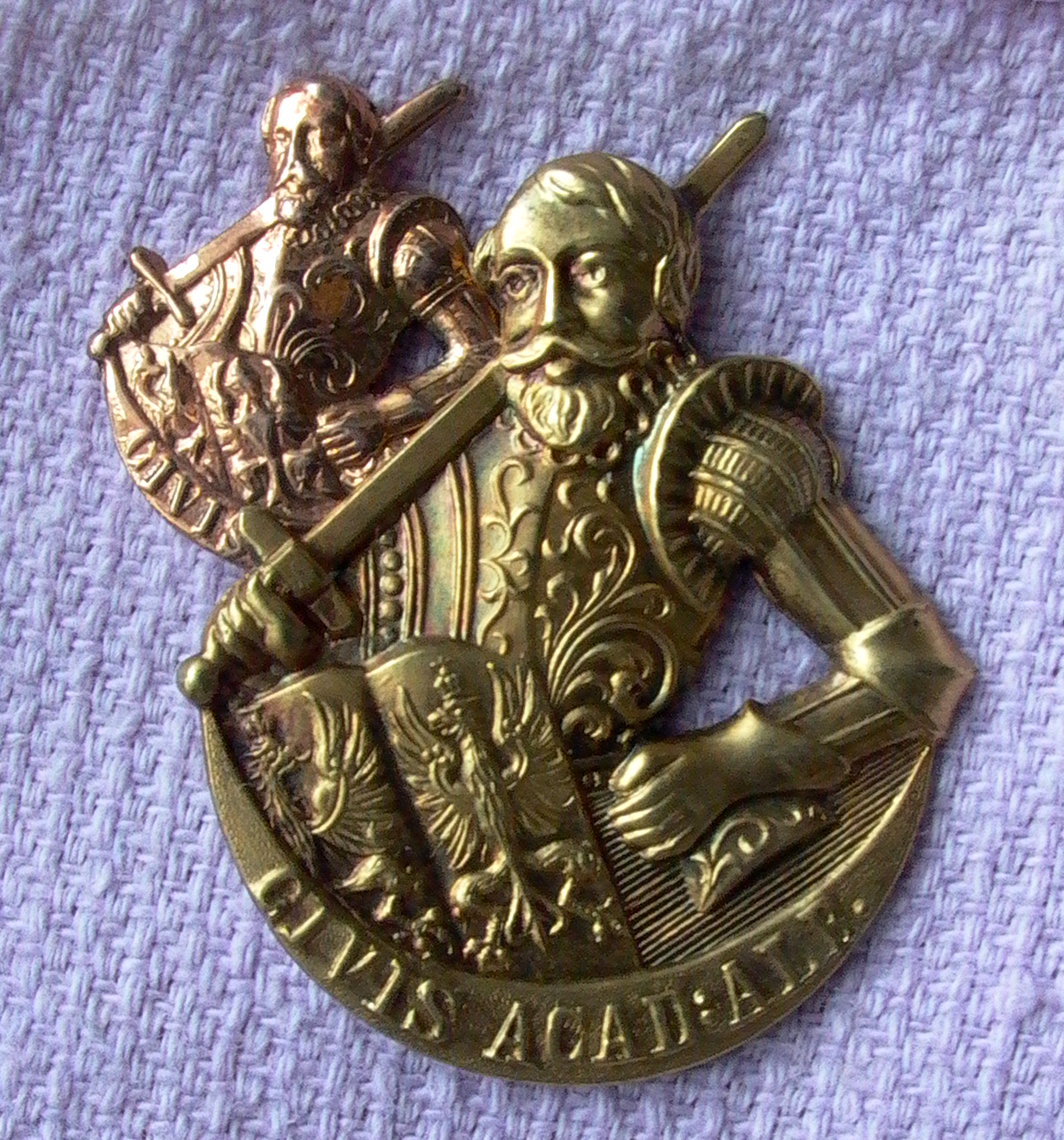
Студентський значок Кенігсберзького університету, ХІХ ст.
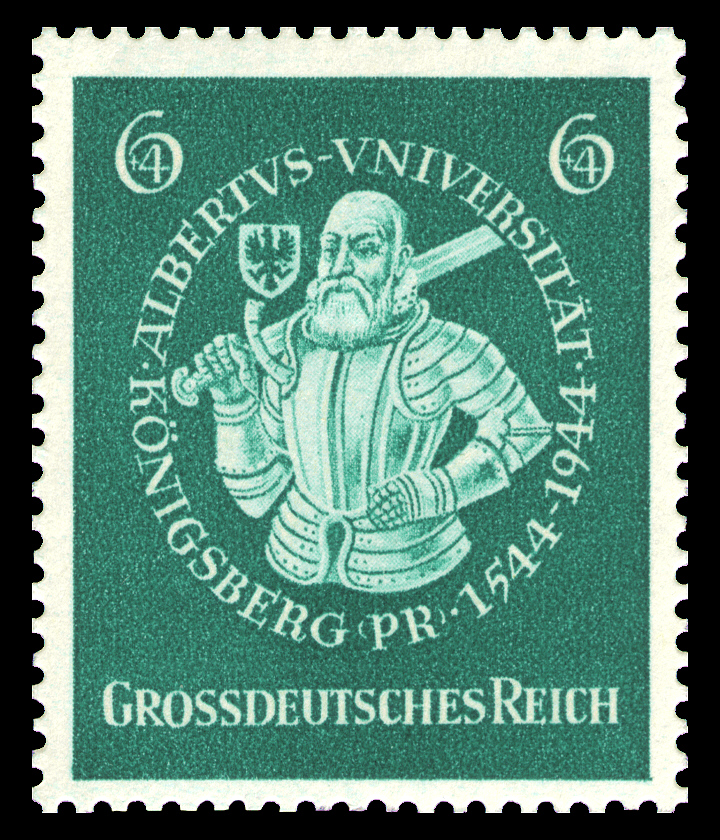
Німецька марка, 1944
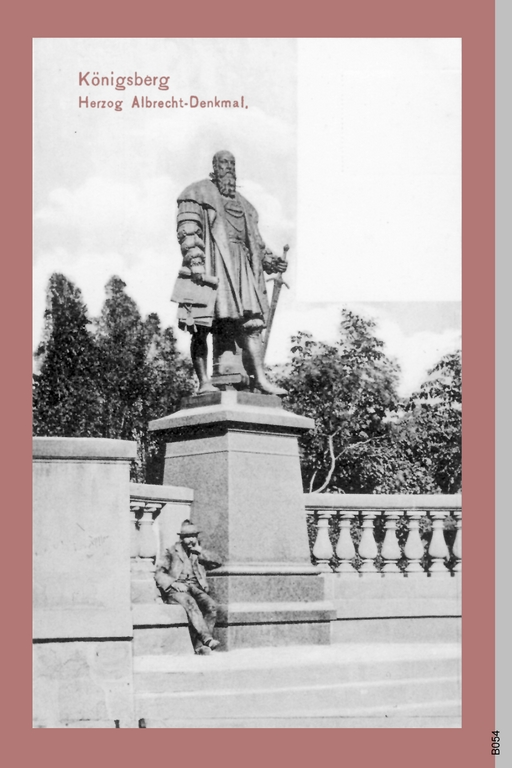
Кенігсберзький пам'ятник, 1908
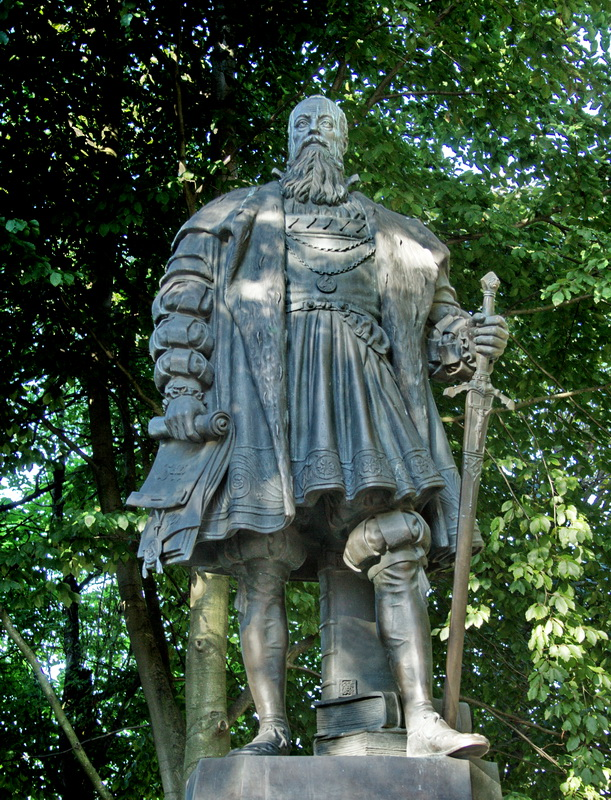
Калінінградський пам'ятник, 2005
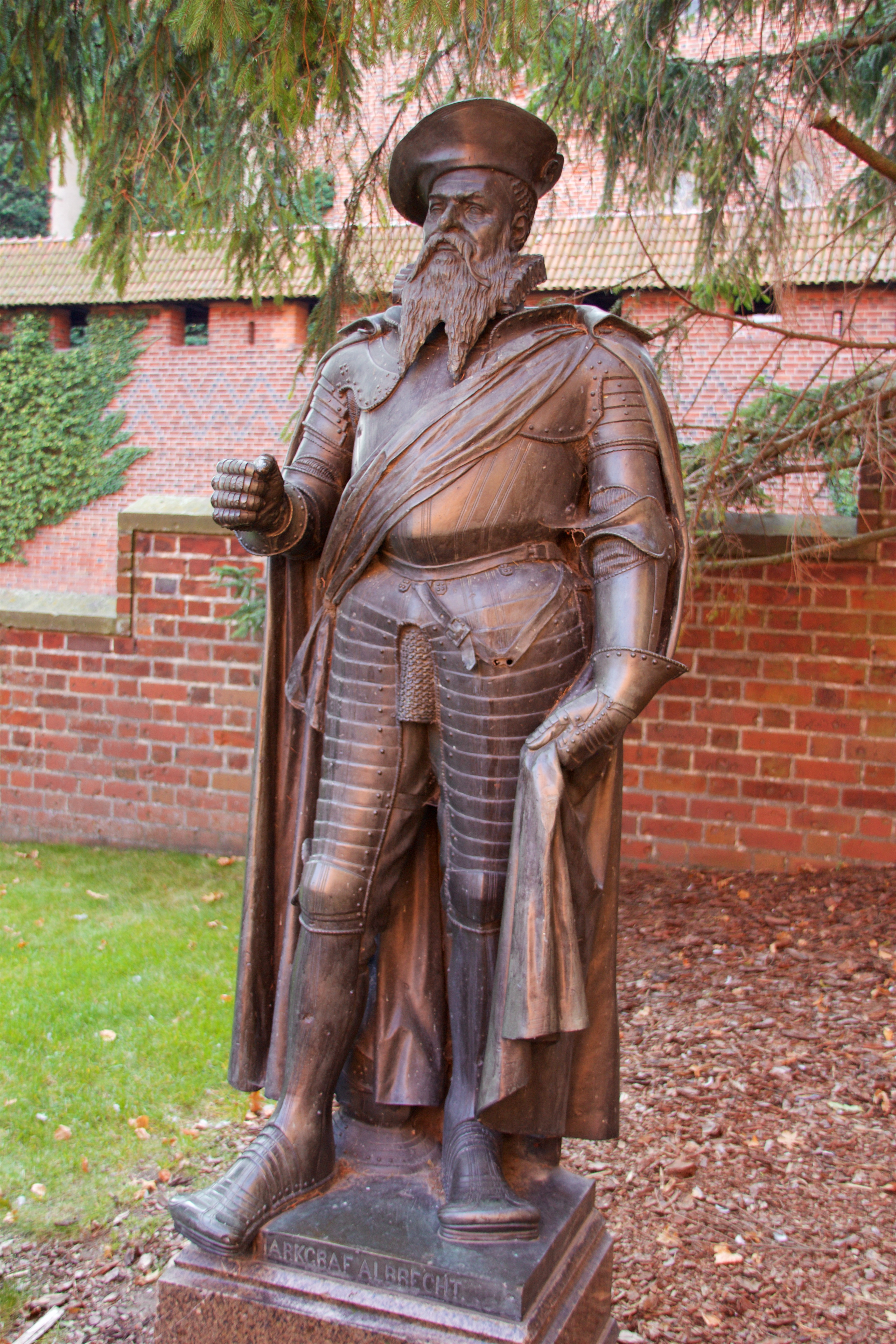
Мальборцький пам'ятник, ХХ ст.